# Marathon van Madrid 1986
De marathon van Madrid 1986 werd gelopen op zondag 27 april 1986. Het was de negende editie van deze marathon.
Bij de mannen zegevierde de Spanjaard Ramiro Matamoros in 2:17.04. Met zijn winnende tijd verbeterde hij het parcoursrecord en bleef hij op de finish zijn landgenoot Juan Antonio Garcia vijftien seconden voor. Bij de vrouwen won de Spaanse Consuelo Alonso de wedstrijd in een tijd van 2:43.21. Ook zij verbeterde met haar prestatie het parcoursrecord.

## Uitslagen

### Mannen
| rang   | naam                  | land | tijd    |
| ------ | --------------------- | ---- | ------- |
| Goud   | Ramiro Matamoros      | ESP  | 2:17.04 |
| Zilver | Juan Antonio Garcia   | ESP  | 2:17.19 |
| Brons  | Vicente Anton         | ESP  | 2:17.26 |
| 4      | Juan Francisco Romera | ESP  | 2:19.15 |
| 5      | Jose Luis Diaz        | ESP  | 2:20.15 |
| 7      | Jose Luis Gil         | ESP  | 2:21.25 |
| 8      | Mariano Gomez         | ESP  | 2:21.46 |
| 10     | Jean-Paul Payet       | FRA  | 2:24.25 |

### Vrouwen
| rang   | naam              | land | tijd    |
| ------ | ----------------- | ---- | ------- |
| Goud   | Consuelo Alonso   | ESP  | 2:43.21 |
| Zilver | Joaquina Casas    | ESP  | 2:47.56 |
| Brons  | Elena Cobos       | ESP  | 2:49.24 |
| 4      | Carmen Mingorance | ESP  | 2:55.26 |

1978 ·
1979 ·
1980 ·
1981 ·
1982 ·
1983 ·
1984 ·
1985 ·
1986 ·
1987 ·
1988 ·
1989 ·
1990 ·
1991 ·
1992 ·
1993 ·
1994 ·
1995 ·
1996 ·
1997 ·
1998 ·
1999 ·
2000 ·
2001 ·
2002 ·
2003 ·
2004 ·
2005 ·
2006 ·
2007 ·
2008 ·
2009 ·
2010 ·
2011 ·
2012 ·
2013 ·
2014 ·
2015 ·
2016 ·
2017